# (541126) 2018 RP24
(541126) 2018 RP24 es un asteroide perteneciente al cinturón de asteroides descubierto el 2 de enero de 2012 por el equipo del Mount Lemmon Survey desde el Observatorio del Monte Lemmon, Arizona, Estados Unidos.

## Designación y nombre
Designado provisionalmente como 2018 RP24.

## Características orbitales
2018 RP24 está situado a una distancia media del Sol de 2,453 ua, pudiendo alejarse hasta 2,887 ua y acercarse hasta 2,020 ua. Su excentricidad es 0,176 y la inclinación orbital 11,14 grados. Emplea 1404,03 días en completar una órbita alrededor del Sol.

## Características físicas
La magnitud absoluta de 2018 RP24 es 17,3. 